# 田中想来
田中 想来（たなか そら、2004年11月11日 - ）は、長野県上伊那郡宮田村出身のサッカー選手。ポジションはフォワード。

## 来歴
松本山雅FCU-18在籍中の2022年5月8日、長野県サッカー選手権大会決勝戦・AC長野パルセイロ戦（信州ダービー）にトップチームのメンバーとして出場し、決勝ゴールを挙げ、優勝と天皇杯出場に貢献。それから12日後の5月20日に2種登録選手としてトップチームに登録された。7月31日、J3リーグのヴァンラーレ八戸戦で先発出場し、トップチームデビューを果たした。9月、2023年からのトップチーム昇格が内定した。
2023年12月31日、翌2024年シーズンの契約を更新したが、2024年1月8日に発表された背番号一覧には移籍を前提とした契約交渉中のため、掲載されなかった。2月26日、業務提携先であるシンガポールプレミアリーグのゲイラン・インターナショナルFCへ期限付き移籍。当初は2月1日から12月31日までの期間とされたが、7月15日に松本への復帰が発表された。

## 所属クラブ
- Top Stone
- 松本山雅FCU-15
- 松本山雅FCU-18
  - 2022年5月 - 同年11月 松本山雅FC (2種登録選手)
- 2023年 - 松本山雅FC
  - 2024年2月 - 同年7月 ゲイラン・インターナショナルFC（期限付き移籍）

## 個人成績
| 国内大会個人成績 | 国内大会個人成績 | 国内大会個人成績 | 国内大会個人成績 | 国内大会個人成績 | 国内大会個人成績 | 国内大会個人成績 | 国内大会個人成績 | 国内大会個人成績 | 国内大会個人成績 | 国内大会個人成績 | 国内大会個人成績 |
| 年度             | クラブ           | 背番号           | リーグ           | リーグ戦         | リーグ戦         | リーグ杯         | リーグ杯         | オープン杯       | オープン杯       | 期間通算         | 期間通算         |
| 年度             | クラブ           | 背番号           | リーグ           | 出場             | 得点             | 出場             | 得点             | 出場             | 得点             | 出場             | 得点             |
| 日本             | 日本             | 日本             | 日本             | リーグ戦         | リーグ戦         | リーグ杯         | リーグ杯         | 天皇杯           | 天皇杯           | 期間通算         | 期間通算         |
| ---------------- | ---------------- | ---------------- | ---------------- | ---------------- | ---------------- | ---------------- | ---------------- | ---------------- | ---------------- | ---------------- | ---------------- |
| 2022             | 松本             | 42               | J3               | 7                | 0                | -                | -                | 0                | 0                | 7                | 0                |
| 2023             | 松本             | 42               | J3               | 4                | 0                | -                | -                | -                | -                | 4                | 0                |
| シンガポール     | シンガポール     | シンガポール     | シンガポール     | リーグ戦         | リーグ戦         | リーグ杯         | リーグ杯         | シンガポール杯   | シンガポール杯   | 期間通算         | 期間通算         |
| 2024             | ゲイラン         | 15               | Sリーグ          | 3                | 1                | -                | -                | -                | -                | 3                | 1                |
| 日本             | 日本             | 日本             | 日本             | リーグ戦         | リーグ戦         | リーグ杯         | リーグ杯         | 天皇杯           | 天皇杯           | 期間通算         | 期間通算         |
| 2024             | 松本             | 42               | J3               | 0                | 0                | -                | -                | -                | -                | 0                | 0                |
| 2025             | 松本             | 42               | J3               |                  |                  |                  |                  |                  |                  |                  |                  |
| 通算             | 日本             | 日本             | J3               | 11               | 0                | -                | -                | 0                | 0                | 11               | 0                |
| 通算             | シンガポール     | シンガポール     | Sリーグ          | 3                | 1                | -                | -                | -                | -                | 3                | 1                |
| 総通算           | 総通算           | 総通算           | 総通算           | 14               | 1                | -                | -                | 0                | 0                | 14               | 1                |

- 2022年は2種登録

出場歴
- Jリーグ初出場 - 2022年7月31日 J3第19節 vsヴァンラーレ八戸（サンプロ アルウィン）